# Kórós, Baranya
Kórós este un sat în districtul Sellye, județul Baranya, Ungaria, având o populație de 243 de locuitori (2011). 

## Demografie
Componența etnică a satului Kórós
     Maghiari (90,69%)
     Romi (9,31%)
Componența confesională a satului Kórós
     Fără religie (13,58%)
     Reformați (9,47%)
     Necunoscută (76,95%)
Conform recensământului din 2011, satul Kórós avea 243 de locuitori. Din punct de vedere etnic, majoritatea locuitorilor (90,69%) erau maghiari, cu o minoritate de romi (9,31%). Nu există o religie majoritară, locuitorii fiind persoane fără religie (13,58%) și reformați (9,47%). Pentru 76,95% din locuitori nu este cunoscută apartenența confesională.